# Точилени (Бузау)
Точилени (рум. Tocileni) насеље је у Румунији у округу Бузау у општини Парсков. Oпштина се налази на надморској висини од 221 m.

## Становништво
Према подацима из 2002. године у насељу је живело 116 становника, од којих су сви румунске националности.